# فرناندو کابریتا
فرناندو دا سیلوا کابریتا (پرتغالی: Fernando da Silva Cabrita؛ ۱ مهٔ ۱۹۲۳ – ۲۲ سپتامبر ۲۰۱۴) یک بازیکن فوتبال در پست مهاجم و مربی فوتبال اهل پرتغال بود.

## باشگاهی
از باشگاه‌هایی که در آن بازی کرده‌است می‌توان به اسپورتینگ کوویلیا و اولهاننزه اشاره کرد.

## تیم ملی
وی همچنین در تیم ملی فوتبال پرتغال بازی کرده‌است.